# Franz Schumann
Franz Schumann (* 15. August 1844 in Lichtenfels; † 24. Juli 1905 in Bad Steben) war ein deutscher Reichsgerichtsrat und Reichsanwalt.

## Leben
Er war der Sohn des Gerichtsarztes von Scheßlitz und besuchte bis 1859 die Studienanstalt zu Hof. 1866  wurde er als Rechtspraktikant auf den bayrischen Landesherrn vereidigt. 1869 war er geprüfter Rechtspraktikant. 1873 kam er als Staatsanwaltssubstitut nach Ansbach. In Stadtamhof wurde er 1876 Gerichtsassessor. 1879 wurde er II. Staatsanwalt in Nürnberg. 1885 ernannte man ihn zum Landgerichtsrat in Memmingen und wurde 1886 nach Nürnberg versetzt. 1888 folgte die Beförderung zum Staatsanwalt beim Oberlandesgericht Nürnberg und 1890 zum I. Staatsanwalt. 1892 kam er als Reichsanwalt zur Reichsanwaltschaft. 1899 wurde er an das Reichsgericht in den III. Strafsenat berufen. Er verstarb 1905 im Amt.